# Kentie

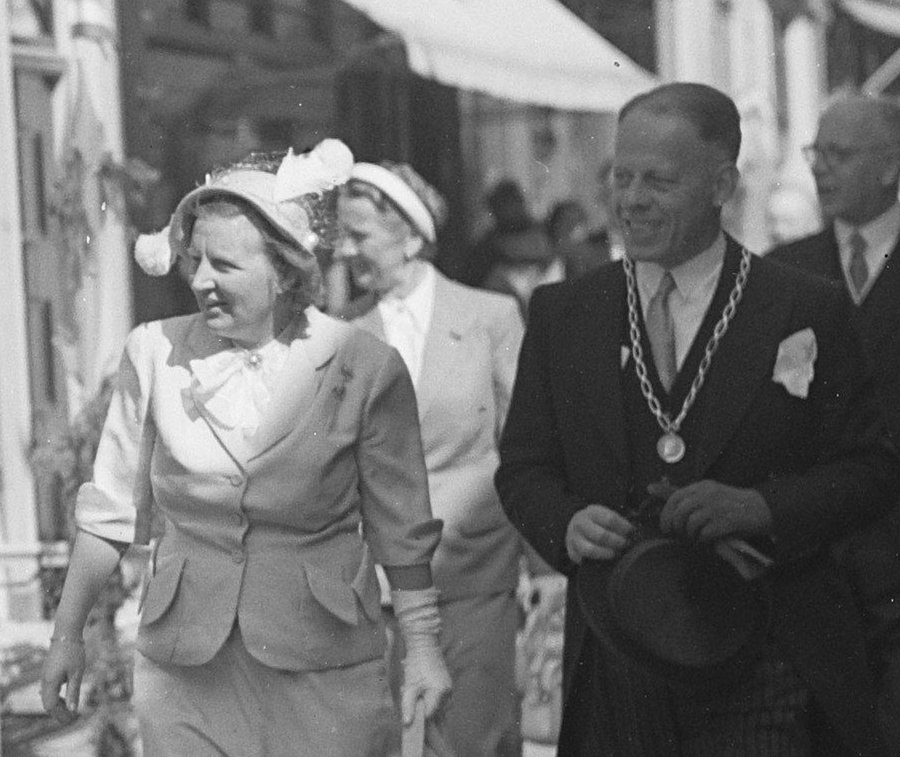
Koningin Juliana met burgemeester Cees Kentie (1950)

Kentie of Kenti is een Nederlandse familienaam van Schotse oorsprong.

## Stamvader
De stamvader van alle Kenties in Nederland, de Verenigde Staten, Canada, België en Frankrijk is Alexander Kenti(e). Hij was soldaat en later korporaal in dienst van het Staatse leger en gelegerd te Woudrichem.
Kenti(e) trouwde op 30 juli 1673 te Woudrichem met Catharina Jansdr. van Gool.

## Verspreiding

### Nederland
In 2007 waren er in Nederland 384 naamdragers.

## Bekende personen
- Ab Kentie (1928-1986), voetballer
- Cees Kentie (1904-1970), burgemeester